# Oona Sevenius
Oona Sevenius, född den 28 april 2004, är en finländsk fotbollsspelare. Hon representerar damallsvenska FC Rosengård och det finländska landslaget.

## Biografi
Sevenius inledde sin seniorkarriär i det finländska laget NJS år 2018. 2025 flyttade hon till Sverige från AC Milan för spel i FC Rosengård. Hon har även representerat det finländska damlandslaget där hon debuterade 2023.